# Winsford United FC
Winsford United (Winsford United Football Club) är en fotbollsklubb från Cheshire, Winsford. 2010 spelar klubben i North West Counties Football League Premier Division. Klubben grundades 1883 och hette då Over Wanderers.